# Freccia del Brabante 1978
La Freccia del Brabante 1978, diciottesima edizione della corsa, si svolse il 2 aprile su un percorso di 160 km, con partenza a Sint-Genesius-Rode e arrivo ad Alsemberg. Fu vinta dal belga Marcel Laurens della squadra C&A davanti ai connazionali Herman Van Springel e Ludo Peeters.

## Ordine d'arrivo (Top 10)
| Pos. | Corridore            | Squadra                      | Tempo    |
| ---- | -------------------- | ---------------------------- | -------- |
| 1    | Marcel Laurens       | C&A                          | 4h16'00" |
| 2    | Herman Van Springel  | Marc Zeepcentrale- Superia   | a 8"     |
| 3    | Ludo Peeters         | Ijsboerke-Gios               | s.t.     |
| 4    | Jacques Martin       | C&A                          | s.t.     |
| 5    | Eddy Cael            | Mini-Flat-Boule d'Or-Colnago | s.t.     |
| 6    | Michel Pollentier    | Flandria-Velda-Lano          | s.t.     |
| 7    | Hendrik Vandenbrande | Safir-Beyers-Ludo            | s.t.     |
| 8    | Roger De Vlaeminck   | Sanson-Columbus              | s.t.     |
| 9    | Willem Peeters       | Ijsboerke-Gios               | s.t.     |
| 10   | Frans Van Looy       | Mini-Flat-Boule d'Or-Colnago | s.t.     |